# Sladaja
Sladaja (en serbe cyrillique : Сладаја) est un village de Serbie situé dans la municipalité de Despotovac, district de Pomoravlje. Au recensement de 2011, il comptait 680 habitants.

## Démographie
| 1948  | 1953  | 1961  | 1971  | 1981  | 1991 | 2002 | 2011 |
| ----- | ----- | ----- | ----- | ----- | ---- | ---- | ---- |
| 1 083 | 1 121 | 1 154 | 1 115 | 1 054 | 889  | 788  | 680  |

|  |

## Personnalité
Le sculpteur Dragutin Aleksić (1947-2011), représentant en Serbie de l'art brut et de l'art naïf, est né, a vécu et travaillé à Sladaja.